# 河井克行
河井克行（日语：／ Kawai Katsuyuki；1963年3月11日—），日本政治人物，自由民主黨元黨員，元眾議院議員（7期）。
河井出身於廣島縣，從慶應義塾大學畢業後直接入讀松下政經塾。之後曾當選廣島縣議會議員，並於1996年起當選眾議院議員。任眾議員期間曾擔任小泉內閣的外務大臣政務官、第一次安倍內閣與福田康夫內閣的法務副大臣、眾議院外務委員長以及第三次安倍內閣的内閣總理大臣輔佐等職務。
妻子是曾任廣島縣議會議員的河井案里，她於2019年的參議院議員選舉中當選參議員。因為她給予助選員工和選民超額贈禮而使河井克行於2019年10月底辭去法務大臣的職位。
2021年4月，辭去眾議院議員的職位。